# Taça FPF de 2025
A Taça FPF de 2025 será a 11.ª edição desta competição futebolística organizada pela Federação Paranaense de Futebol (FPF).

## Formato e participantes
O formato da Taça FPF 2025 é o seguinte: dez equipes seriam divididas em dois grupos igualmente, denominados "A" e "B", onde se enfrentariam em turno único na qual as quatro melhores colocadas avançariam às quartas de final. A partir desta fase, o torneio adotaria um sistema eliminatório até à final, todos disputados em ida e volta. Quem vencesse a decisão sagraria-se campeão desta edição e garantirá uma vaga na Copa do Brasil de 2026.
Serão cinco clubes da primeira e segunda divisão de 2025. Originalmente também contaria com Paraná Clube, que desistiu por problemas financeiros e pelo seu foco ser numa vaga na Série D, Andraus Brasil que estava reformulando o elenco e não havia tempo para compor uma equipe, São Joseense, cujo estádio estava indisponível e Galo Maringá, que desistiu para focar melhor no Paranaense de 2026. Abaixo, as dez equipes participantes:
| Equipe               | Cidade        | Títulos         |
| -------------------- | ------------- | --------------- |
| Athletico Paranaense | Curitiba      | 2 (1998 e 2003) |
| Azuriz               | Pato Branco   | —               |
| Batel                | Guarapuava    | —               |
| FC Cascavel          | Cascavel      | —               |
| Cianorte             | Cianorte      | —               |
| Coritiba             | Curitiba      | —               |
| Foz do Iguaçu        | Foz do Iguaçu | —               |
| Nacional-PR          | Campo Mourão  | 1 (2019)        |
| Patriotas            | Curitiba      | —               |
| Rio Branco-PR        | Paranaguá     | —               |